# Waterschout
Waterschout ((også vaterskout), af hollandsk, "vand-tilsynsmand") var en titel for en dansk embedsmand, der skulle holde mandtal over alle dem, som fra København ville "fare på koffardi". Alle "som til søfarten lyst har” skulle melde sig hos ham og lade deres navne, føde- og tilholdssted optegne i hans protokol. Stillingen, der blev oprettet 21. december 1695, var altså en slags opsynsmand med søfarten i Danmark.
Indtil 1816 var København den eneste danske by, der havde en waterschout, men samme år fik Helsingør også en, nemlig Christian Carl Hohlenberg, 1765-1825. I provinsen var det magistraten og byfogeden, der havde dette hverv. Waterschoutembedet blev nedlagt i 1871, og afløst af et mønstringskontor.
Der er bevaret protokoller fra 1740 til 1871.